# Рипли (сериал)
«Рипли» (англ. Ripley) — американский мини-сериал по роману Патриции Хайсмит «Талантливый мистер Рипли» с Эндрю Скоттом в главной роли. Его премьерный показ начался 4 апреля 2024 года на Netflix. Сериал получил высокие оценки критиков и номинации на премию «Золотой глобус» в категориях «Лучший мини-сериал или телефильм» и «Лучший актёр мини-сериала или телефильма».

## Сюжет
Действие сериала происходит в 1960-х годах. К мелкому мошеннику Тому Рипли, живущему в Нью-Йорке, обращается богатый судостроитель Герберт Гринлиф, который считает его другом своего избалованного сына Дикки. Герберт платит Тому за поездку в Италию, чтобы тот убедил Дикки вернуться домой после многих лет, проведенных за границей. Увидев счастливую жизнь Дикки, Том преображается. Он убивает друга и занимает его место.

## В ролях
- Эндрю Скотт — Том Рипли
- Джонни Флинн — Дикки Гринлиф
- Дакота Фэннинг — Мардж Шервуд
- Элиот Самнер — Фредди Майлз

## Список эпизодов
| № | Название                                                      | Режиссёр       | Автор сценария | Дата премьеры |
| - | ------------------------------------------------------------- | -------------- | -------------- | ------------- |
| 1 | «I A Hard Man to Find» «1. I Мужчина, которого нелегко найти» | Стивен Заиллян | Стивен Заиллян | 4 апреля 2024 |
| 2 | «II Seven Mercies» «2. II Семь деяний милосердия»             | Стивен Заиллян | Стивен Заиллян | 4 апреля 2024 |
| 3 | «III Sommerso» «3. III Sommerso»                              | Стивен Заиллян | Стивен Заиллян | 4 апреля 2024 |
| 4 | «IV La Dolce Vita» «4. IV Дольче вита»                        | Стивен Заиллян | Стивен Заиллян | 4 апреля 2024 |
| 5 | «V Lucio» «5. V Lucio»                                        | Стивен Заиллян | Стивен Заиллян | 4 апреля 2024 |
| 6 | «VI Some Heavy Instrument» «6. VI Тяжёлый предмет»            | Стивен Заиллян | Стивен Заиллян | 4 апреля 2024 |
| 7 | «VII Macabre Entertainment» «7. VII Жуткое развлечение»       | Стивен Заиллян | Стивен Заиллян | 4 апреля 2024 |
| 8 | «VIII Narcissus» «8. VIII Narcissus»                          | Стивен Заиллян | Стивен Заиллян | 4 апреля 2024 |

## Создание и оценки
В 2015 году стало известно, что группа продюсерских компаний планирует телесериал по мотивам романов Патриции Хайсмит. Сценаристом должен был стать Нил Кросс, но в 2019 году его заменил Стивен Заиллян, который стал автором и режиссёром всех восьми эпизодов первого сезона. По задумке авторов, каждый сезон будущего шоу станет экранизацией одной из пяти книг серии. Премьера сериала должна была состояться на канале Showtime в 2021 году, но перенесена на более поздний срок.
Главную роль получил Эндрю Скотт, известный по роли Мориарти в сериале «Шерлок». Он стал ещё и одним из продюсеров сериала. В марте 2021 года к касту примкнула Дакота Фэннинг. Певица и актриса Элиот Самнер сыграла одного из друзей Дики — Фредди Майлза.
В феврале 2023 года стало известно, что премьера сериала состоится на Netflix. Показ начался 4 апреля 2024 года.
На сайте-агрегаторе отзывов Rotten Tomatoes «Рипли» получил рейтинг 86 % со средней оценкой 8 из 10. По единодушному мнению рецензентов с этого ресурса, «роскошная черно-белая версия Рипли в исполнении Стивена Зейллиана, в которой рептилоид Эндрю Скотт держит экран в заложниках, привлекает внимание коварной карьеристки Патриции Хайсмит». На сайте Metacritic сериал получил средневзвешенную оценку 75 баллов из 100, что указывает на «в целом положительные отзывы».
Мэтт Шимковиц из A.V. Club поставил сериалу «пятёрку» со словами: «Самое интересное в Рипли − это то, что ему всегда сходят с рук его преступления, и Заиллян этого не забывает». Рэнди Майерс в рецензии для Mercury News оценил «Рипли» на 3,5 из 4, признав, что «несколько размеренный темп повествования и отстранённый образ главной героини могут отпугнуть поклонников нуара». Линда Холмс из NPR описала «Рипли» как «тщательно выстроенный фильм, отсылающий к классическому нуару и Хичкоку в целом, а также к великим итальянским кинематографистам, и просто смотреть на это кадр за кадром — огромное удовольствие». Джуди Берман из Time считает, что Скотт «показал на экране первого настоящего Рипли».
Рецензент «Киноафиши» высоко оценил работу оператора Роберта Элсвита. Он отметил, что главные герои заметно старше, чем у Хайсмит, менее талантливы и обаятельны, а сюжет развивается значительно медленнее; всё это повышает значимость «блестящих чёрно-белых кадров».
«Рипли» был номинирован на премию «Золотой глобус» в категориях «Лучший мини-сериал или телефильм» и «Лучший актёр мини-сериала или телефильма»